# Estação Opalchenska
A Estação Metroviária Opalchenska é uma estação da linha principal do Metropolitano de Sófia, na Bulgária, que entrou em operação em 17 de setembro de 1999. É precedida pela Estação Konstantin Velichkov e sucedida pela Estação Serdika, no sentido Obelya-Mladost 1.